# نورا أستورغا
نورا خوزيفينا أستورغا غاديا دي ينكينز (10 ديسمبر 1948 - 14 فبراير 1988) كانت مقاتلة حرب العصابات نيكاراغوية في الثورة النيكاراغوية وهي محامية وسياسية وقاضية وسفيرة نيكاراغوا لدى الأمم المتحدة من 1986 إلى 1988.

## حياتها المبكرة والتعليم
وُلدت أستورغا لعائلة متدينة من الطبقة المتوسطة العليا في ماناغوا. وكانت الطفلة الأولى لسيغوندو أستورغا، مُصدر أخشاب وصاحب مزرعة له صلات بعائلة سوموزا الحاكمة القوية وكانت زوجته ميريل غاديا في شبابها من الروم الكاثوليك المتدينين. وغالباً ما كانت تقوم بأعمال خيرية في الأحياء الفقيرة في ماناغوا.
في 1967، أعلنت أستورغا لعائلتها المستاءة أنها دعمت فرناندو أغويرو وليس خصمه أناستاسيو سوموزا ديبايل، في الانتخابات الرئاسية. ومن أجل سلامتها الشخصية و«تقويمها»، أرسلتها عائلتها لدراسة الطب في الولايات المتحدة، حيث أقامت من 1967 إلى 1969. ومع ذلك، أزعجها تشريح الحيوانات واضطرت إلى التخلي عن دراستها. قالت عن السنوات التي قضتها في واشنطن العاصمة، «أكثر ما أثار إعجابي في الولايات المتحدة هو التناقضات الاجتماعية وقبل كل شيء العنصرية. لم أر قط عنصرية مثل هذه في نيكاراغوا... حينها وُلدّ وعيي السياسي.»
تزوجت أستورغا من خورخي ينكينز عندما كانت في الثانية والعشرين من عمرها. وأنجبت أربعة أطفال، اثنان من زوجها واثنان من خوسيه ماريا ألفارادو وهو عضو في الساندينيستا.

## حياتها الثورية
عادت أستورغا لاحقاً إلى نيكاراغوا ودرست القانون في جامعة أمريكا الوسطى في ماناغوا. بدأ ارتباطها بالثوار الساندينيين في نيكاراغوا خلال سنوات عملها كطالبة جامعية. من 1969 إلى 1973، فقد كانت مسؤولة عن إيجاد منازل آمنة ووسائل نقل للزعيم الثوري أوسكار تورسيوس.
في سن الثانية والعشرين، تزوجت من خورخي ينكينز وهو طالب ناشط. قضى الزوجان الشابان العام التالي في إيطاليا، حيث درس ينكينز الأنثروبولوجيا، بينما درست هي القانون المصرفي وبرمجة الكمبيوتر. أنجبا طفلين، لكنهما انفصلا بعد خمس سنوات من الزواج. خلال هذا الوقت، عاشت أستورغا حياة مزدوجة كأم لطفلين ومحامية شركات في إحدى أكبر شركات البناء في نيكاراغوا، بينما كانت تساعد الساندينيين سراً.
بعد اغتيال المُحرر الصحافي بيدرو تشامورو في عام 1978، قررت أستورغا حمل السلاح ضد نظام سوموزا. وقالت: «لقد فهمت أخيراً أن الكفاح المسلح هو الحل الوحيد وأن البندقية لا يمكن أن تقابلها زهرة وأننا كنا في الشوارع ولكن إذا لم تُنظّم هذه القوة، فلن نحقق الكثير». «بالنسبة لي، كانت لحظة الاقتناع: إما أن أحمل السلاح والتزم التزاماً تاماً أو لن أغير أي شيء.»
اكتسبت أستورغا اهتماماً وطنياً لمشاركتها في عملية الاختطاف والقتل الفاشلة للجنرال رينالدو بيريز فيغا (الملقب ب«إل بيرو» أو «الكلب»). كان بيريز فيغا نائب قائد الحرس الوطني لأناستازيو سوموزا. في 8 مارس 1978، دعت أستورغا الجنرال إلى شقتها في ماناغوا وألمحت له أنه سيحصل على الخدمات الجنسية التي كان يسعى إليها منذ فترة طويلة. ومع ذلك، عندما وصل، خرج ثلاثة أعضاء من جبهة التحرير الوطني الساندينية - إيلاريو سانشيز وراؤول فينيريو ووالتر فيريتي - من خزانة غرفة نومها وقبضوا على الجنرال. كانت الخطة تهدف إلى مقايضته مقابل ثوار الساندينيين المعتقلين، لكن بيريز فيغا خاض قتالاً وقُتل. في وقت لاحق، مع نحر حنجرته، عُثرّ عليه ملفوفاً في علم الساندينيستا. قالت أستورغا عن مقتله، «لم يكن قتلاً. لقد كان وحشاً أكثر من اللازم.»
في مقابلة قبل وفاتها بفترة وجيزة، وصفت مشاعرها حول دورها في جريمة قتل بيريز فيغا بهذه الطريقة:
أصبحت أستورغا موضوع مطاردة محلية وظهرت بعد ذلك للجمهور النيكاراغوي على صفحات لا برينسا، صحيفة المعارضة في البلاد. حيث كانت ترتدي الزي المموه وتحمل بندقية هجومية من طراز إيه كيه-47. هربت أستورغا إلى الغابة وانضمت إلى ثوار الساندينستا. وهناك، حملت بطفلها الثالث من خوسيه ماريا ألفارادو، أحد قادة الساندينيستا.

## وزيرة للعدل وممثلة الأمم المتحدة
بعد تولى الساندينيستا السلطة في يوليو 1979، تعينت أستورغا نائباً لوزير العدل. في هذا المنصب أشرفت على محاكمات حوالي 7.500 من أفراد الحرس الوطني في سوموزا.
في 1984، رفضت إدارة ريغان تعيينها كسفيرة في الولايات المتحدة بسبب تورطها في مقتل الجنرال رينالدو بيريز فيغا. حيث كان فيغا يعمل في وكالة الاستخبارات المركزية.
أصبحت أستورغا نائبة لممثل الأمم المتحدة في 1984 وفي مارس 1986، أصبحت سفيرة نيكاراغوا لتلك المنظمة وهو المنصب الذي شغلته حتى وفاتها في 1988. لقد كان لها دور فعال في جعل الأمم المتحدة تعترف بحكم أصدرته محكمة العدل الدولية، قضية نيكاراغوا ضد الولايات المتحدة والتي أعلنت أن دعم الولايات المتحدة للكونترا غير قانوني.

## وفاتها
في 14 فبراير 1988، توفيت «لا نوريتا» بسبب سرطان عنق الرحم في ماناغوا، عن عمر يناهز 39 عاماً. ومُنحّت لقب «بطل الوطن والثورة» ووسام كارلوس فونسيكا في يوليو 1987 وهو أعلى وسام في نيكاراغوا في ذلك الوقت.
ظهرت كواحدة من اثني عشر رسولًا في جدارية الزيارة في كاسا آفي ماريا في ماناغوا. سُميّ باريو، أو حي، في ماناغوا باسمها.
استلهمت فرقة كيه بي سي أغنية «مارييل» في 1986 من نورا أستورغا. وقد أدى أعضاء كيه بي سي، جاك كاسادي وبول كانتنر هذه الأغنية في حفل تأبينها.

## للمزيد من القراءة
- Patricia Daniel (1998) No Other Reality, the Life and Times of Nora Astorga (CAM: Bangor [UK]).
- Margaret Randall and Lynda Yanz (1995) Sandino's Daughters: Testimonies of Nicaraguan Women in Struggle (Rutgers University Press).

## وصلات خارجية
- نورا أستورغا في كلماتها، ترجمة إنجليزية لمقابلة مع نورا أستورغا في «ريفستيا إنفيو».